# Yari-ga-take
Yari-ga-take (jap. 槍ヶ岳; pol.: góra Yari) – góra w Japonii o wysokości 3180 m n.p.m., położona w południowej części gór Hida (Alpy Japońskie), na granicy prefektur: Nagano i Gifu. Jedna ze Stu Słynnych Gór Japońskich.

## Położenie
Góra Yari-ga-take jest położona na terenie Parku Narodowego Chūbu-Sangaku. Nazwa pochodzi od jej kształtu, który przypomina wymierzoną w niebo włócznię (槍 yari). Z powodu swojego kształtu bywa również nazywana Matterhornem Japonii. Grzbiety i doliny rozchodzą się z jej piramidalnej bryły we wszystkich kierunkach. Cztery grzbiety to: Higashikama, Yarihotaka, Nishikama i Kitakama, odchodzące odpowiednio na wschód, południe, zachód oraz północ. Cztery doliny to: Yarizawa, Hidazawa (albo Yaridaira), Senjōzawa i Tenjōzawa, ciągnące się w kierunkach: południowo-wschodnim, południowo-zachodnim, północno-zachodnim, północno-wschodnim.
W czasie sezonu wspinaczkowego Yari-ga-take cieszy się popularnością wśród wspinaczy. Jednym z najbardziej popularnych grzbietów jest Kitakama. Zyskał sławę dzięki alpiniście Buntarō Katō, który był inspiracją powieści Jirō Nitty (1912–1980) pod tytułem „Kokō no hito”. Wypadek Akiry Matsunami, opisany w „Fūsetsu no bibāgu”, również przyczynił się do jego sławy.
Ten obszar każdego roku odwiedza niezliczona rzesza wędrowców, co sprawiło, że prowadzące na szczyt szlaki uległy zniszczeniu. Alternatywne podejścia cieszą się mniejszym zainteresowaniem, gdyż turyści wolą czekać w kolejkach na najsłynniejsze szlaki. Jesienią 2005 roku został zbudowany nowy szlak, ciągnący się z doliny Hidarimata do góry Okumaru. To umożliwiło wejście na Yari-ga-take od strony Shin-Hodaka Onsen, idąc w górę strumienia doliną Hidarimata, wzdłuż grzbietu góry Okumaru.

## Historia
- 28 lipca 1828 – Yari-ga-take została zdobyta po raz pierwszy przez mnicha buddyjskiej sekty Jōdo-shū, Banryū (1786–1840), który wybudował tam świątynię.
- 1878 – szczyt został zdobyty przez pierwszego wspinacza spoza Japonii – Williama Gowlanda
- Sierpień 1891 – na Yari-ga-take wspiął się Anglik, Walter Weston[4]
- 4 grudnia 1934 – obszar góry został włączony do Parku Narodowego Chūbu-Sangaku[3]

## Otoczenie

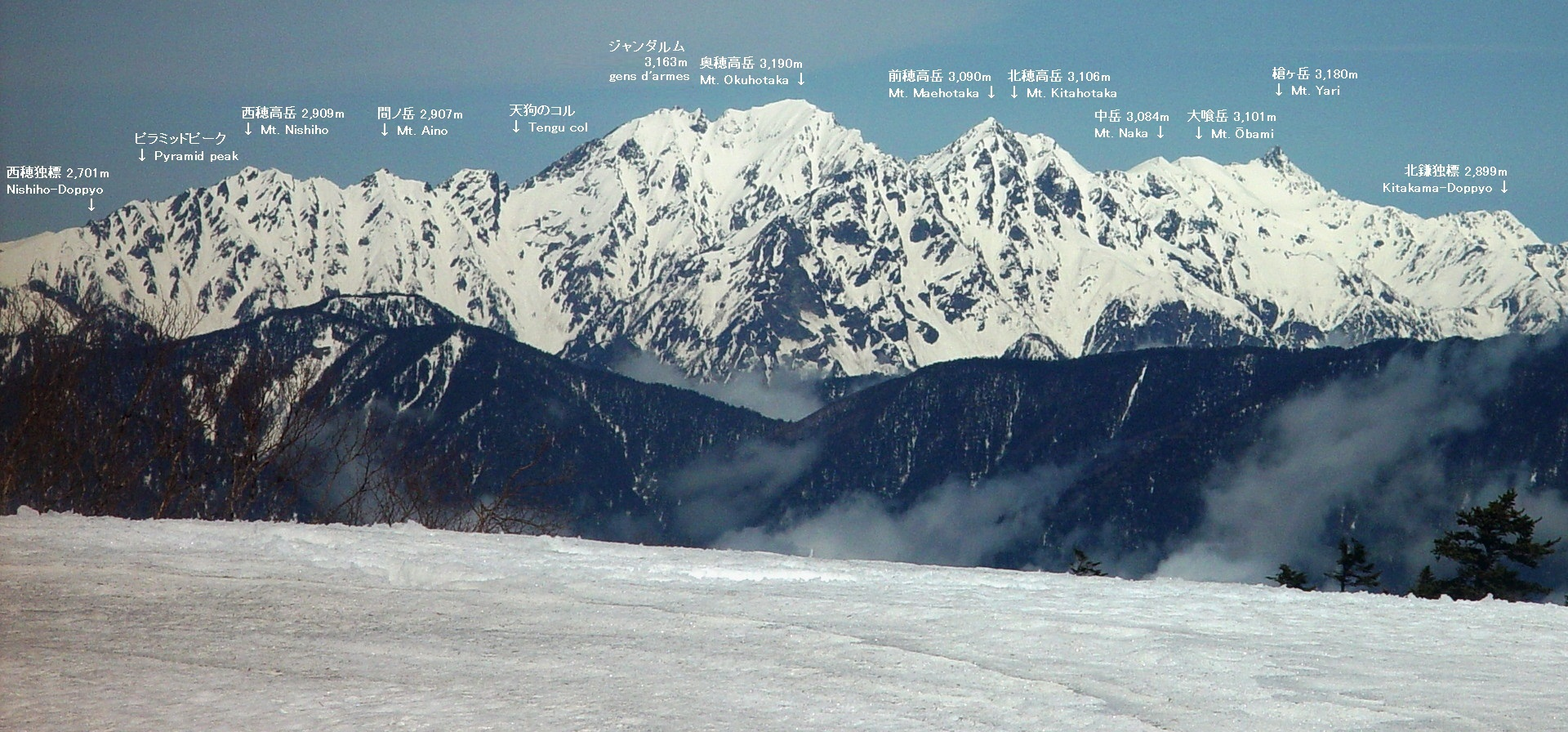
Panorama gór Hida, Yari-ga-take druga od prawej

W pobliżu góry znajduje się kilka schronisk:
- Yari-ga-take Sansō (槍ヶ岳山荘),
- Sesshō Hyutte (殺生ヒュッテ),
- Hyutte Ōyari (ヒュッテ大槍),
- Yarisawa Rojji (槍沢ロッジ),
- Yaridaira Goya (槍平小屋)
- Wasabidaira Goya (わさび平小屋).

Z Yari-ga-take można dostać się na kilka innych gór Alp Japońskich, m.in.:
- Sugoroku-dake (双六岳),
- Nishi-dake (西岳),
- Ōgui-dake (大喰岳),
- Naka-dake (中岳),
- Minami-dake (南岳),
- Okumaru-yama (奥丸山).

## Główne szlaki

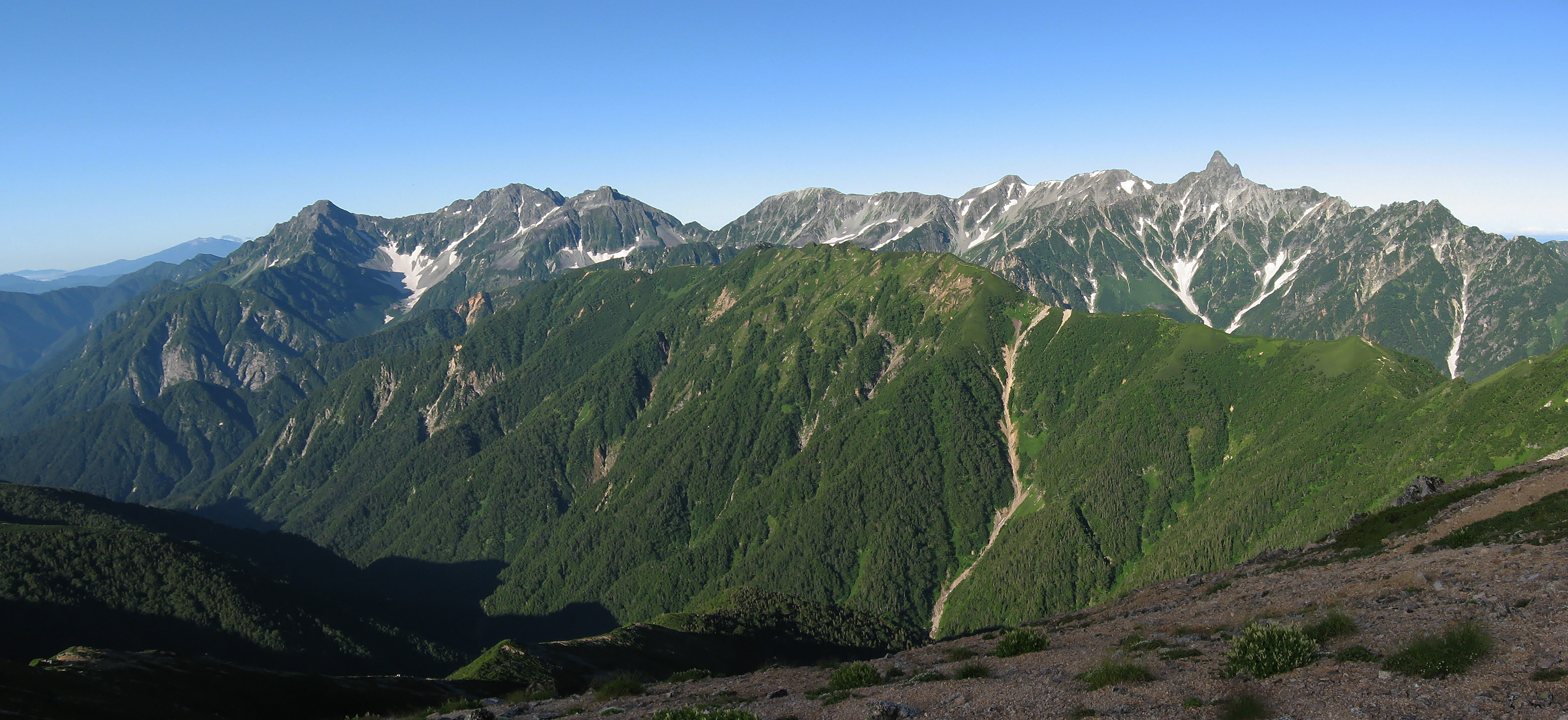
Szczyty Yari-Hotaka

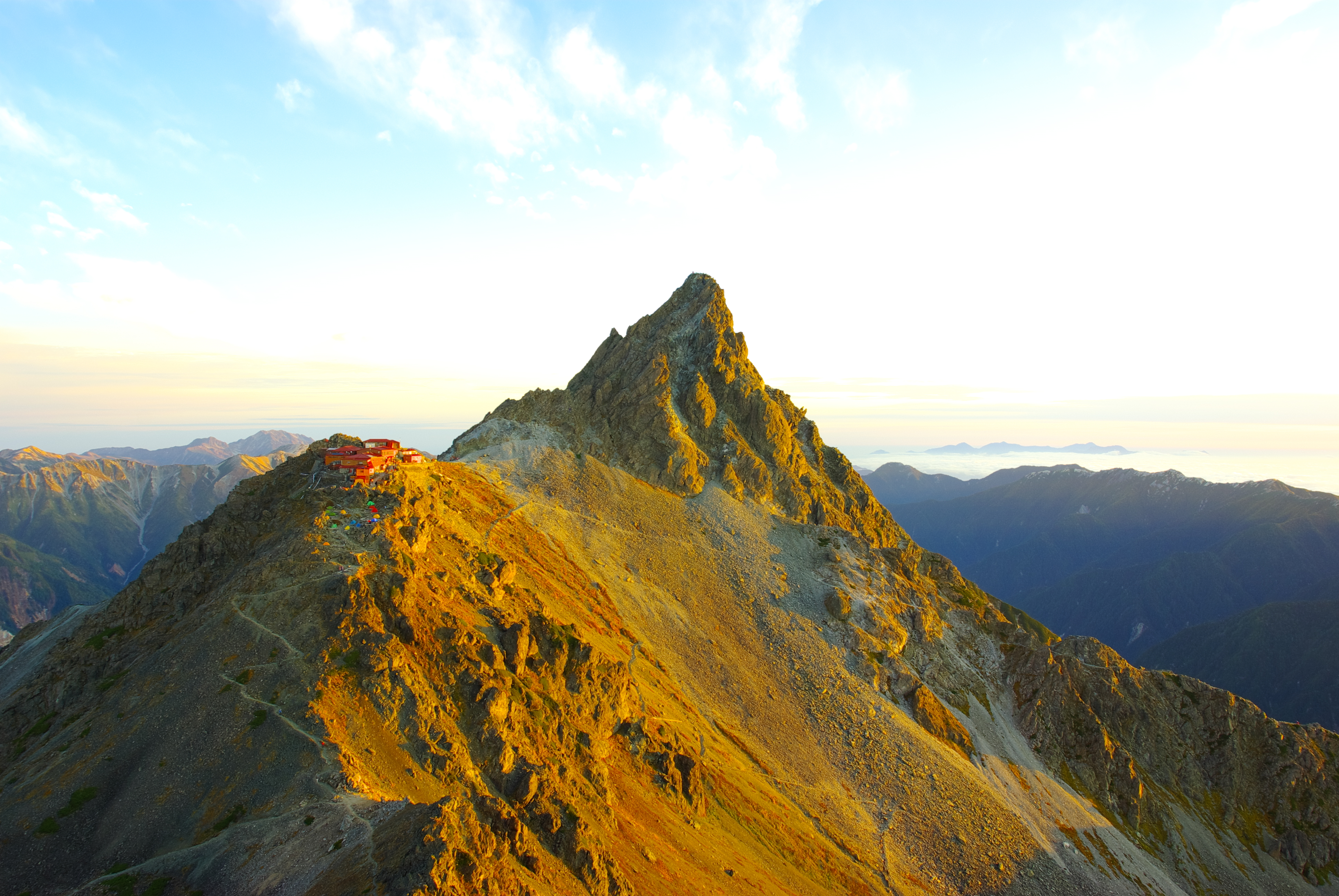
Świt na Yari-ga-take – zdjęcie zrobione z Ōbami-dake w październiku 2007 r.

Grzbiet Higashikama (Szlak Omoteginza – 表銀座)
Nakabusa Onsen (中房温泉) – Tsubakuro-dake (燕岳) – Otenshō-dake (大天井岳) – grzbiet Higashikama – Yari-ga-take
Grzbiet Nishikama (Szlak Uraginza – 裏銀座)
Zapora Takase-damu (高瀬ダム) – Eboshi-dake (烏帽子岳) – Noguchigorō-dake (野口五郎岳) – Washiba-dake (鷲羽岳) – Sugoroku-dake (双六岳) – もみさわだけ Momizawa-dake (樅沢岳) – grzbiet Nishikama – Yari-ga-take
Szlak Yarisawa (槍沢)
Kamikōchi (上高地) – Myōjin-ike (明神池) – Tokusawa (徳沢) – Yokoo (横尾) – Yarisawa Rojji – Yari-ga-take
Szlak Yaridaira
Shin-Hodaka Onsen – Migimata-dani (右俣谷) – Yaridaira – Yari-ga-take
Szlak Wasabidaira (わさび平)
Shin-Hodaka Onsen – Hidarimata-dani (左俣谷) – Wasabidaira – Okumaru-yama – grzbiet Nakazaki (中崎尾根) – Yari-ga-take
Grzbiet Kitakama – (szlak alternatywny)
Zapora Takase – Yumata Onsen Seiransō (湯俣温泉晴嵐荘) – Senten no Deai (千天出合) – grzbiet Kitakama – Yari-ga-take
Szlak trawersowy – Yari-Hotaka Jūsō (槍穂高縦走)
Kamikōchi – Mae-Hotaka-dake (前穂高岳) – Oku-Hotaka-dake (奥穂高岳) – domek górski Hotaka-dake Sansō (穂高岳山荘) – Karasawa-dake (涸沢岳) – Kita-Hotaka-dake (北穂高岳) – Daikiretto (大キレット) – Minami-dake (南岳) – Ōbami-dake (大喰岳) – Yari-ga-take